# Монсерратське розп'яття
«Монсерратське розп'яття» (італ. Crocifisso di Monastero di Montserrat) — скульптура зі слонової кістки, авторство якої приписується італійському скульптору та художнику Мікеланджело Буонарроті, яка перебуває в Монсерратському монастирі.

## Опис
На хресті зображений Христос під час останньої агонії, голова, нахилена праворуч, з відкритим ротом і майже закритими очима. Він увінчаний терновим вінцем. Молоде тіло, з розведеними руками, голе, прикрите тканиною з несиметричними складками, яка утримується подвійним зв'язаним шнуром. Він має хорошу, дуже реалістичну анатомію, показуючи рану праворуч від ребер. Його розмір становить 58,5 см у висоту. Робота датується 1496–1498 роками. Оригінальний дерев'яний хрест кілька разів замінювався, поки не з'явився теперішній, виготовлений зі срібла та золота.

## Авторство
Історик Мануель Мундо і Марсет обґрунтував свою теорію авторства Мікеланджело через ідентичність самого Христа у «Розп'ятті» та у «П'єті», а також через подібність техніки в обох роботах, надзвичайній увазі до деталей. Подібність можна побачити в м'язах, ногах, нігтях, волоссі та зачісці, а також у полотні, що прикриває Христа.
За словами Мундо, робота виконана на замовлення римського мецената, ймовірно, Раффаеле Ріаріо, який замовив Мікеланджело «Вакха», або банкіра Якопо Ґаллі, який замовив скульптуру «Амура, що стоїть», або кардинала Жана де Білер (фр. Jean de Bilheres-Lagraulas), французький посол у Римі, який замовив йому ватиканську «П'єту».

## Придбання та історія
«Розп'яття» придбали за абатства Антонія Марії Марцета в 1920 році в антиквара в Римі, коли ще вважалося, що це робота Лоренцо Гіберті. Припущення про авторство Лоренцо зробив Селесті Ґусі (італ. Celestí Gusi), коли робота прибула до Монсеррату, де вона роками зберігалася в ризниці монастиря. До 1921 року оригінальний дерев'яний хрест, який трохи зносився, замінили на інший, виготовлений із чорного дерева, тоді на хрест із червоного дерева, прикрашений сріблом навколо, і приблизно в 1958 році, нарешті, на нинішній, зроблений барселонським ювеліром Мануелем Капдевілою і Массаною та на замовлення абата Аурелія Ескарре, виконаного в золоті та сріблі. З 1958 року він висить на великій срібній короні на головному вівтарі монастиря Монсеррат.
У 1936 році під час громадянської війни в Іспанії уряд Каталонії призначив Карлеса Герхарда Оттенвельдера «консерватором усіх будівель Монсеррату та всіх об'єктів, які вони містять». Також монах-носій Карлес Аресо (кат. Carles Areso) зберіг кілька робіт і залишив нотатки, написані про них і кому вони були довірені: «Кондитер Хосеп Селларес (кат. Josep Sellarés) сховав у Сант-Сальвадор-де-Ґвардіола „печатки Монсеррату“, а якийсь „Маріо“ біля Іґуалади зберігає Христів із слонової кістки, мініатюри тощо». Завдяки письменнику Пере Гікса Мабрасу (кат. Pere Guixà Mabras) стало відомо, що цим «Маріо» був Маріус Коста Прат (кат. Màrius Costa Prat), житель Кастельулі, який тоді був учнем кондитера у віці 18 років, і що він сховав під час війни «Розп'яття» у мішку з вугіллям у своєму будинку, після війни скарби повернули до монастиря.

## Виноски
1. 1 2  Mundó i Marcet, 2006, с. 9.
2. ↑  Martos та agost 2006, с. 37.
3. ↑  Martos та agost 2006, с. 38-40.
4. ↑  Mundó i Marcet, 2006, с. 15.
5. ↑  Mundó i Marcet, 2006, с. 20.
6. ↑  Massot i Muntaner, 2000, с. 128.
7. ↑  Massot i Muntaner, 2000, с. 175.
8. ↑  Bartrolí, Magda (19 de novembre del 2004). L'home que va salvar el "tresor" de Montserrat. Diari d'Igualada ANOIA. Процитовано 20 d'octubre de 2015.